# Jernej Pavšič
Jernej Pavšič, slovenski geolog, * 23. avgust 1944, Ljubljana.

## Življenjepis
Osnovno in srednjo šolo je obiskoval v Ljubljani in se leta 1966 vpisal na študij geologije na takratno Fakulteto za naravoslovje in tehnologijo (FNT). Leta 1971 je diplomiral, leta 1976 magistriral in leta 1979 doktoriral z nalogo Nanoplanktonska stratigrafija zgornjekrednih in paleocenskih plasti Slovenije. Leta 1973 se je zaposlil kot asistent na Odseku za geologijo FNT, kjer je bil leta 1981 izvoljen za docenta, leta 1986 za izrednega profesorja in leta 1992 za rednega profesorja za geologijo. V študijskem letu 1982/83 je bil na podoktorskem usposabljanju na Švicarski državni tehniški visoki šoli (ETH) v Zürichu pri H. M. Bolliju in K. Perch-Nielsen. Od leta 1983 do leta 2009 je predaval na Fakulteti za gradbeništvo in geodezijo geologijo gradbenikom, vodarjem in nekaj let tudi geodetom. Na matični fakulteti je predaval paleontologijo, paleoekologijo in stratigrafijo terciarja.
Na mednarodnem simpoziju o meji kreda/terciar v Københavnu je aktivno sodeloval leta 1979, s predavanjem je sodeloval na jugoslovanskih geoloških kongresih leta 1974, 1978, 1982 in 1986. Na simpoziju o problemih danija leta 1981 v Postojni je sodeloval z referatom skupaj z Mariom Pleničarjem. Sodeloval je na International meeting of the nanoplankton researchers na Dunaju (1987), v Londonu (1989) in v Københavnu (1995), na First international meeting on the Dinaric carbonate platform v Trstt, International conference on the Priabonian stratotype v Padovi (1993), na Working meeting of the IGCP No. 286 project v Trstu (1994), na International symposium on unusual events in geological history na Dunaju (1988) in na First and second European paleontological congress v Lyonu (1995) ter na Dunaju (1997). 
Leta  1987 in 1989 je organiziral prvi in drugi simpozij o naravnem kamnu v Sloveniji, leta 1995 je organiziral seminar o biosedimentaciji, ki ga je vodil prof. S. Golubović z Univerze v Bostonu, ZDA. Od leta 1990 je bil slovenski koordinator pri projektu IGCP štev. 308 in meduniverzitetni koordinator mednarodnega projekta o paleotemperaturnih spremembah v oligocenu med Univerzo v Tübingenu in Univerzo v Ljubljani. Do leta 1992 je bil urednik glasila Slovenskega geološkega društva. Od leta 1986 do 1988 je bil podpredsednik Slovenskega geološkega društva in od leta 1995 do 1997 njegov predsednik. Med letoma 1992 in 1994 je bil predstojnik Oddelka za montanistiko na Fakulteti za naravoslovje in tehnologijo, od leta 1993 do leta 2009 je bil predstojnik Katedre za geologijo in paleontologijo. Leta 2009 se je upokojil. Od leta 2014 je vodja naravoslovno-tehniškega odseka pri Slovenski matici.
Vir
Boštjan Rožič, 1914, Ob 70-letnici prof.dr. Jerneja Pavšiča.- RMZ-M&G, Vol. 61, No. 2-3, 167-168, Ljubljana